# Нижнее Озеро
Нижнее Озеро — деревня в Верхнеуслонском районе Татарстана. Входит в состав Канашского сельского поселения.

## География
Находится в западной части Татарстана на расстоянии приблизительно 44 км на юг-юго-запад от районного центра села Верхний Услон у речки Меминка.

## История
Основана в 1923 году переселенцами из села Большие Меми.

## Население
Постоянных жителей было в 1938 году — 478, в 1949 — 312, в 1958 — 361, в 1970 — 355, в 1979 — 264, в 1989 — 201. Постоянное население составляло 185 человек (чуваши 75 %) в 2002 году, 183 — в 2010.